# Kolberg (Heidesee)
Kolberg is een plaats in de Duitse gemeente Heidesee, deelstaat Brandenburg.